# Rochester Royals 1956-1957
La stagione 1956-57 dei Rochester Royals fu la 9ª nella NBA per la franchigia.
I Rochester Royals arrivarono quarti nella Western Division con un record di 31-41, non qualificandosi per i play-off.

## Roster
| N° | Naz.                   | Ruolo | Sportivo        | Anno | Alt. | Peso |
| -- | ---------------------- | ----- | --------------- | ---- | ---- | ---- |
| 3  | Stati Uniti (bandiera) | GA    | Ed Fleming      | 1933 | 191  | 86   |
| 3  | Stati Uniti (bandiera) | GA    | Sihugo Green    | 1933 | 188  | 84   |
| 5  | Stati Uniti (bandiera) | AC    | Dave Piontek    | 1934 | 198  | 104  |
| 6  | Stati Uniti (bandiera) | AC    | Bob Burrow      | 1934 | 201  | 103  |
| 7  | Stati Uniti (bandiera) | G     | Johnny McCarthy | 1934 | 185  | 84   |
| 8  | Stati Uniti (bandiera) | AC    | Art Spoelstra   | 1932 | 206  | 100  |
| 9  | Stati Uniti (bandiera) | G     | Bobby Wanzer    | 1921 | 183  | 77   |
| 10 | Stati Uniti (bandiera) | GA    | Jack Twyman     | 1934 | 198  | 95   |
| 12 | Stati Uniti (bandiera) | AC    | Maurice Stokes  | 1933 | 201  | 105  |
| 14 | Stati Uniti (bandiera) | G     | Richie Regan    | 1930 | 188  | 88   |
| 15 | Stati Uniti (bandiera) | AC    | Dick Ricketts   | 1933 | 201  | 98   |
| 16 | Stati Uniti (bandiera) | GA    | Tom Marshall    | 1931 | 193  | 98   |

## Staff tecnico
- Allenatore: Bobby Wanzer